# Dagmersellen
Dagmersellen is een gemeente en plaats in het Zwitserse kanton Luzern en maakte deel uit van het district Willisau tot op 1 januari 2008 de districten van Luzern werden afgeschaft. Dagmersellen telt 4.433 inwoners.

## Geboren
- Josi Meier (1926-2006), Zwitsers politica